# Ночера, Паоло Мария
Паоло Мария Ночера (родился 22 июня 1985 года в Риме) итальянский автогонщик.

## Карьера

### Формула-Рено
Ночера начал свою автогоночную карьеру с чемпионата Итальянской Формулы-Рено в 2003; также он выступил в одной гонке Еврокубка Формулы-Рено. В 2004 он остался в итальянской серии, но финишировал лишь 20-м в зачёте пилотов, также как и в предыдущем году.

### Формула-3
Ночера впервые принял участие в Итальянской Формуле-3 в 2004. Оставшись с командой Lucidi Motors на некоторое время в этой Формуле, он финишировал тринадцатым в свой первый год и повысился до третьего места в 2005. Вследствие неудачного выступления в Евросерии Формулы-3 в 2006 Ночера вернулся в Италию в 2007 и выиграл чемпионат Формулы-3 с третьей попытки.

### Евросерия 3000
В 2006 Ночера также выступал в Евросерии 3000 в команде пилота Формулы-1 Джанкарло Физикеллы. Он финишировал на тринадцатой позиции итогового зачёта.

### GP2
Ночера был нанят командой BCN Competicion для выступления в сезоне 2008 GP2. Однако он был заменён после первого этапа чемпионата Адрианом Вальесом, которого заменил в команде Физикеллы GP2 Адам Кэрролл.

### Мировая серия Рено
25 августа 2008 было объявлено что Ночера подписал контракт с RC Motorsport на выступление в Мировой серии Рено, заменив британского пилота Данкана Тэппи, у которого были проблемы с финансированием.

## Результаты выступлений

### Гоночная карьера
| Сезон | Серия                      | Команда                | Гонки | Поулы | Победы | Очки | Место |
| ----- | -------------------------- | ---------------------- | ----- | ----- | ------ | ---- | ----- |
| 2003  | Формула-Рено 2.0 Италия    | Imola Racing           | 12    | 0     | 0      | 10   | 20    |
| 2003  | Формула-Рено 2.0 Италия    | Cram Competition       | 12    | 0     | 0      | 10   | 20    |
| 2003  | Еврокубок Формулы-Рено 2.0 | Imola Racing           | 1     | 0     | 0      | 0    | НКЛ   |
| 2004  | Итальянская Формула-3      | Lucidi Motors          | 7     | 1     | 0      | 28   | 13    |
| 2004  | Формула-Рено 2.0 Италия    | RP Motorsport          | 11    | 0     | 0      | 8    | 20    |
| 2005  | Итальянская Формула-3      | Lucidi Motors          | 12    | 5     | 3      | 168  | 3     |
| 2006  | Евросерия 3000             | Fisichella Motor Sport | 12    | 5     | 3      | 13   | 13    |
| 2006  | Евросерия Формулы-3        | Prema Powerteam        | 8     | 0     | 0      | 0    | НКЛ   |
| 2006  | Формула-3 Мастерс          | Prema Powerteam        | 1     | 0     | 0      | Н/Д  | 29    |
| 2007  | Итальянская Формула-3      | Lucidi Motors          | 16    | 5     | 6      | 114  | 1     |
| 2008  | GP2                        | BCN Competición        | 2     | 0     | 0      | 0    | 34    |
| 2008  | Мировая серия Рено         | RC Motorsport          | 4     | 0     | 0      | 0    | 32    |

### Результаты выступлений в серии GP2
| Легенда к таблице |                                                                    |
| --- | ------------------------------------------------------------------ |
| В таблице перечислены результаты всех гонок, в которых принимал участие гонщик. Строками таблицы являются сезоны, столбцами — этапы соревнований. В каждой клетке указаны сокращённое название этапа и результат, дополнительно обозначенный цветом. Расшифровка обозначений и цветов представлена в нижеследующей таблице. |                                                                    |
| \| Пример \| Описание \| \| ------------ \| ------------------------------------------------------------------ \| \| 1 \| Победитель \| \| 2 \| Второе место \| \| 3 \| Третье место \| \| 5 \| Финишировал, заработав очки \| \| Сход \| Не финишировал, но при этом заработал очки \| \| 12 \| Финишировал, не получив очков \| \| НКЛ \| Финишировал, но не попал в финальную классификацию \| \| 15 \| Участвовал вне зачёта, либо по отдельной классификации \| \| 18 \| Не финишировал, но попал в финальную классификацию \| \| Сход \| Не финишировал \| \| НКВ \| Не прошёл квалификацию \| \| НПКВ \| Не прошёл предквалификацию \| \| ДСК \| Дисквалифицирован \| \| ИСК \| Исключён из протокола соревнований \| \| ТТ \| Заявлен для участия только в тренировках \| \| НС \| Участвовал в квалификации, но не стартовал в гонке \| \| Т \| Травмирован или болен \| \| ОТК \| Отказ от участия \| \| НТР \| Прибыл на соревнования, но на трассу не выезжал \| \| НПР \| Был заявлен в числе участников, но не прибыл к началу соревнований \| \| О \| Соревнования отменены \| \| \| Не участвовал \| \| Поул-позиция \| \| \| Быстрый круг \| \| |                                                                    |
| Пример | Описание                                                           |
| 1 | Победитель                                                         |
| 2 | Второе место                                                       |
| 3 | Третье место                                                       |
| 5 | Финишировал, заработав очки                                        |
| Сход | Не финишировал, но при этом заработал очки                         |
| 12 | Финишировал, не получив очков                                      |
| НКЛ | Финишировал, но не попал в финальную классификацию                 |
| 15 | Участвовал вне зачёта, либо по отдельной классификации             |
| 18 | Не финишировал, но попал в финальную классификацию                 |
| Сход | Не финишировал                                                     |
| НКВ | Не прошёл квалификацию                                             |
| НПКВ | Не прошёл предквалификацию                                         |
| ДСК | Дисквалифицирован                                                  |
| ИСК | Исключён из протокола соревнований                                 |
| ТТ | Заявлен для участия только в тренировках                           |
| НС | Участвовал в квалификации, но не стартовал в гонке                 |
| Т | Травмирован или болен                                              |
| ОТК | Отказ от участия                                                   |
| НТР | Прибыл на соревнования, но на трассу не выезжал                    |
| НПР | Был заявлен в числе участников, но не прибыл к началу соревнований |
| О | Соревнования отменены                                              |
| | Не участвовал                                                      |
| Поул-позиция |                                                                    |
| Быстрый круг |                                                                    |

| Год  | Команда         | 1        | 2          | 3     | 4     | 5     | 6     | 7     | 8     | 9     | 10    | 11    | 12    | 13    | 14    | 15    | 16    | 17    | 18    | 19    | 20    | ЛЗ | Очки |
| ---- | --------------- | -------- | ---------- | ----- | ----- | ----- | ----- | ----- | ----- | ----- | ----- | ----- | ----- | ----- | ----- | ----- | ----- | ----- | ----- | ----- | ----- | -- | ---- |
| 2008 | BCN Competición | ИСП 1 17 | ИСП 2 Сход | ТУЦ 1 | ТУЦ 2 | МОН 1 | МОН 2 | ФРА 1 | ФРА 2 | ВЕЛ 1 | ВЕЛ 2 | ГЕР 1 | ГЕР 2 | ВЕН 1 | ВЕН 2 | ЕВР 1 | ЕВР 2 | БЕЛ 1 | БЕЛ 2 | ИТА 1 | ИТА 2 | 34 | 0    |